# Ernesto de Melo Batista
Ernesto de Melo Batista (abweichender Name: Ernesto de Mello Baptista; * 15. Dezember 1907 in Natal, Rio Grande do Norte; † 14. Oktober 1973 in Rio de Janeiro) war ein brasilianischer Seeoffizier, der zwischen 1959 und 1960 Kommandant des IV. Marinebezirks (IV Distrito Naval) sowie von 1964 bis 1965 Marineminister (Ministro da Marinha) war. 1968 wurde er zum  Flottenadmiral (Almirante-de-Esquadra)  der Marine (Marinha do Brasil) befördert.

## Leben

### Seeoffizier und Aufstieg zum Vizeadmiral
Ernesto de Melo Batista, Sohn des Ingenieurs João Luís Batista und dessen Ehefrau Maria Leopoldina de Melo Batista, begann nach dem Schulbesuch 1925 seine Ausbildung zum Seeoffizier an der Marineschule (Escola Naval) und schloss diese 1929 als Unterleutnant zur See (Guarda-marinha) ab. Während seiner darauf folgenden Verwendungen wurde er im Oktober 1929 zum Leutnant zur See (Segundo-tenente) sowie im August 1911 zum Oberleutnant zur See (Primeiro-tenente) befördert. Im August 1933 erfolgte seine Beförderung zum Kapitänleutnant (Capitão-tenente) und während des Zweiten Weltkrieges war er zwischen 1939 und 1945 in der Marinemission in Miami tätig, wo er sich auf U-Boote spezialisierte und im Mai 1943 zum Korvettenkapitän (Capitão-de-corveta) befördert wurde.
Nach seiner Rückkehr nach Kriegsende förderte Melo Batista die Gründung des Taktischen Zentrums für U-Boot-Abwehr (Centro de Tática Anti-Submarina) und war daraufhin für einige Zeit Leiter der Kommission für den Kriegsschiffbau in Japan. Im Juli 1949 wurde er zum Fregattenkapitän (Capitão-de-fragata) und im Januar 1954 zum Kapitän zur See (Capitão-de-mar-e-guerra) befördert. Nach seiner Beförderung zum Konteradmiral (Contra-almirante) im März 1959 fungierte er zwischen Mai 1959 und November 1960 war er Kommandant des IV. Marinebezirks (IV Distrito Naval) in Belém. Er wurde im Februar 1964 zum Vizeadmiral (Vice-almirante) befördert.

### Marineminister und Aufstieg zum Geschwaderadmiral
Nach dem Sieg der politisch-militärischen Bewegung, die Präsident João Goulart am 31. März 1964 absetzte, und der Amtseinführung von Marschall Humberto Castelo Branco als Präsident der Republik am 15. April 1964, wurde Melo Batista am 20. April 1964 als Nachfolger von Admiral Augusto Hamann Rademaker Grünewald zum Marineminister (Ministro da Marinha) im Kabinett Castelo Branco ernannt.
Nach der noch während der Amtszeit von Staatspräsidenten Juscelino Kubitschek (1956 bis 1961) erfolgten Übernahme des Leichten Flugzeugträgers Minas Gerais bekämpften sich die Ministerien der Marine und der Luftwaffe. Die Marine plädierte für die Schaffung einer Marinefliegerei, die von der Luftwaffe als illegal angesehen wurde. Laut dem damaligen Chef des Zivilkabinetts Luís Viana Filho war Präsident Castelo Branco bereit, diese Krise zwischen den beiden Teilstreitkräften zu überwinden. Diese Absicht wurde Melo Batista übermittelt, als er zum Marineminister ernannt wurde. Die Situation verschlechterte sich jedoch im August 1964 während der Manöver der „Operation Unitas“, ein taktisches Training, das Seestreitkräfte aus mehreren Ländern unter der Koordination der Vereinigten Staaten zusammenbrachte. Dabei erregte die vom Staatspräsidenten selbst genehmigte Anwesenheit von Flugzeugen auf dem Deck der Minas Gerais Proteste von Luftwaffenoffizieren. Castelo Branco erklärte gegenüber dem Marineminister, dass das Gesetz eingehalten werden sollte, das heißt, dass die Luftstreitkräfte als „ein einziges Unternehmen handeln sollte, das dem Luftfahrtministerium unterstellt ist“ (‚uma corporação única, subordinada ao Ministério da Aeronáutica‘). Der Staatspräsident schlug vor, dass die „Marineflieger aus Ressourcen der Marine und der Luftstreitkräfte FAB (Força Aérea Brasileira) bestehen sollte“. Infolgedessen trat der Generaldirektor der Marinefliegerverbände, Admiral José Saldanha da Gama, zurück. Auch bei dieser Gelegenheit übte eine Marinekommission, die das Problem analysierte, heftige Kritik am Vorgehen der Regierung.
Am 5. Dezember 1964 wurde ein Marinehubschrauber von in Tramandaí stationierten Luftwaffenoffizieren mit Maschinengewehren beschossen. Fünf Tage später traf sich Castelo Branco mit Melo Batista und dem Luftfahrtminister Nélson Lavenère Wanderley, um den Vorfall zu besprechen. Als Ergebnis des Treffens wurde General Valdemar Levi Cardoso mit der Untersuchung des Vorfalls beauftragt. Unzufrieden mit der Entscheidung des Präsidenten, das Problem durch einen Exekutivakt zu lösen, trat Lavenère Wanderley am 14. Dezember 1964 von seinem Amt zurück. Die Krise führte auch noch zum Rücktritt des neuen Luftfahrtministers, Márcio de Souza Mello, der durch Brigadegeneral Eduardo Gomes ersetzt wurde. Aufgrund wachsender Unruhen in der Marine trat allerdings auch Melo Batista am 15. Januar 1965 zurück und behauptete, es sei unmöglich, seine Offiziere davon zu überzeugen, dass ihm der „Besitz und Einsatz von Luftfahrzeugen, die für Operationen auf See geeignet sind“ (‚a posse e o emprego de meios aéreos próprios para operações no mar‘), untersagt werde. An seine Stelle wurde Admiral Paulo Bosísio berufen. Bei der Amtsübergabe hielt Melo Batista eine eindringliche Rede, in der er die Gründe für seinen Antrag auf Entlastung darlegte, da er nur dank der Solidarität der bei der Tat anwesenden Kollegen nicht festgenommen wurde.

### Aufstieg zum Geschwaderadmiral, Kritik am Militärregime und Suspendierung
Erst im Mai 1965 wurde die Krise endgültig gelöst. Mit der Zusammenarbeit der beiden Teilstreitkräfte wurde das Gesetz verabschiedet, das der Luftwaffe sowie der Marine den für den Betrieb der Bordluftfahrt notwendige Personal zugestand. Trotz seiner vehementen Rede und seiner Haltung gegenüber Castelo Branco während der Krise wurde Melo Batista im Oktober 1968 während der Präsidentschaft von General Artur da Costa e Silva in den Rang eines Flottenadmirals (Almirante-de-Esquadra) befördert. Anlässlich der Nachfolgeregelung von Costa e Silva während der Regierung der Militärjunta 1969 und der sich abzeichnenden Machtübernahme von General Emílio Garrastazu Médici, brachte Melo Batista erneut seine Unzufriedenheit zum Ausdruck, indem er am 2. Oktober 1969, eine Kritik am System der Wahl des Kandidaten für das Präsidentenamt der Republik übte und die Feststellung traf, dass es sich nur um einen „kalten Militärputsch ohne rechtliche oder moralische Grundlage“ (‚um golpe militar a frio sem qualquer base legal ou moral‘) handele. Und er fügte hinzu: „Das Land kann aus dieser Situation nur durch einen Kampf der Gewalt herauskommen (…), es sei denn, Militärführer wie Eurico Gaspar Dutra, Odylio Denys, Carlos Pena Boto, Benjamim de Almeida Sodré, Sílvio de Azevedo Heck und Eduardo Gomes werden gehört.“ (‚O país só poderá sair desta situação por uma contestação de força (…) a não ser que se escute os chefes militares como Dutra, Denis, Pena Boto, Sodré, Heck e Eduardo Gomes.‘) Er betonte auch, dass die Marine und die Luftwaffe darauf beschränkt seien, der Entscheidung des Heeres Folge zu leisten.
Auf der Grundlage des Institutionellen Gesetzes Nr. 17 vom 14. Oktober 1969, das die Versetzung von Militärpersonal für einen bestimmten Zeitraum in die Reserve ermöglichte, wurde versucht, ihn wegen Äußerungen gegen den Zusammenhalt der Streitkräfte anzugreifen. Melo Batista wurde von seinen Dienststellungen suspendiert, wobei diese Entscheidung zwei Tage später für einen Zeitraum von einem Jahr festgelegt wurde. Aus seiner Ehe mit Lígia Varela de Melo Batista gingen drei Kinder hervor. Er hinterließ mehrere technische Arbeiten, die später im Generalstab der Marine (Estado-Maior da Armada) archiviert wurden, nachdem er auch Kurse an der Marinekriegsschule (Escola de Guerra Naval) und der Obersten Kriegsschule (Escola Superior de Guerra) besucht hatte.